# Почепин
Поче́пин — село Макарівської селищної громади Бучанського району Київської області. Розташоване за 3 км від Наливайківки. Площа населеного пункту становить 81 га. Населення становить 27 осіб.
Хутір Почепин вперше позначено на карті Шуберта 1868 року.
У довоєнний період тут було створено колгосп «Червона нива», який ліквідовано 1956 року.
Під час Німецько-радянської війни, у ніч з 8 на 9 травня 1943 року підпільниками було спалено міст біля Почепина. На фронтах війни загинуло 33 мешканці села.
У 1975 році побудовано пам'ятник загиблим односельцям. У тому ж році відкрито магазин-кіоск, який закрито 2000 року. Поновлював роботу 2009 року.
З 1960 р. у селі побудовано лише 11 будинків. У 1995 році заасфальтовано половину вулиці с. Почепин.